# Pyzy
Pyzy [ˈpɨzɨ] est un village polonais de la gmina de Mońki dans le powiat de Mońki et dans la voïvodie de Podlachie. Il se situe à environ 7 kilomètres au nord de Mońki et à 44 kilomètres au nord-ouest de Białystok. 